# خیابان دوشان تپه
خیابان دوشان تپه نقاشی رنگ روغن اثر کمال‌الملک است. این اثر بر روی کرباس و در سال ۱۲۷۸ خورشیدی کشیده شده‌است.
نقاشی، منظره‌ای از خیابان دوشان تپه در تهران را نشان می‌دهد. در میانهٔ نقاشی زنی در حال قدم زدن است.